# Zhongyuansaurus
Zhongyuansaurus var ett släkte av Ankylosaurider från perioden äldre krita. Fossil har hittats i Ruyang härad i Henan-provinsen i centrala Kina. Det hittades rester av skalle, arm, bäcken och svansben.